# Moonwalk (autobiografie)
Moonwalk je vlastní životopis amerického zpěváka, tanečníka a skladatele Michaela Jacksona.
Kniha byla poprvé publikována v únoru 1988, pět měsíců po vydání Jacksonova alba Bad, a dosáhla první příčky žebříčku bestsellerů podle New York Times.
Název Moonwalku byl odvozen dle Jacksonova charakteristického tanečního pohybu, „měsíční chůze“ – Moonwalk. Moonwalk spočívá v iluzi, že tanečník klouže dopředu, zatímco ve skutečnosti se pohybuje dozadu.
Tento taneční pohyb Jackson poprvé předvedl v roce 1983 při své písni Billie Jean uvedené v televizním speciálu oslavujícím dvacátém páté výročí nahrávací společnosti Motown. Představil tak techniku, která se záhy stala jedním nejznámějších tanečních pohybů na světě.